# Кудашев, Рустем Радикович
Кудашев Рустем Радикович (род. 13 февраля 1954 года) — артист Башкирской филармонии. Народный артист Республики Башкортостан (1999).

## Биография
Кудашев Рустем Радикович родился 13 февраля 1954 года в Уфе.
Окончил Уфимское училище искусств.
Работает артистом Башгосфилармонии — аккомпаниатор-концертмейстер, аранжировщик народных песен и авторских произведений.
Аккомпанировал артистам: Фарида Кудашева, Ильгам Шакиров, Флюра Кильдиярова, Магафур Хисматуллин, Назифа Кадырова, Идрис Газиев, Вахит Хызыров.
В Башкирской государственной филармонии имени Хусаина Ахметова Р. Кудашев исполняет сольные произведения на фортепиано и аккомпанирует на синтезаторе певцам и артистам балета.

## Награды и звания
- Народный артист Республики Башкортостан (1999)
- Заслуженный артист Республики Башкортостан (1991)